# Nigerias Davis Cup-lag
Nigerias Davis Cup-lag styrs av Nigerias tennisförbund och representerar Nigeria i tennisturneringen Davis Cup, tidigare International Lawn Tennis Challenge. Nigeria debuterade i sammanhanget 1974, och gick till semifinal i Europa-Afrikagruppen 1988 och 1989.